# اسوتان وسلینوف
اسوتان وسلینوف (بلغاری: Цветан Веселинов؛ ۲۷ آوریل ۱۹۴۷ – ۲۵ فوریهٔ ۲۰۱۸) بازیکن و مربی فوتبال اهل بلغارستان بود.
از باشگاه‌هایی که در آن بازی کرده‌است می‌توان به باشگاه فوتبال لفسکی صوفیه اشاره کرد.
وی همچنین در تیم ملی فوتبال بلغارستان بازی کرده‌است.